# علم الصوتيات للغة الثانوية
علم الصوتيات في اللغات الثانوية يختلف عن علم الصوتيات في اللغة الأم بطرق متعددة، هذه الاختلافات ناتجة عن خصائص عامة لمتحدثي اللغات الثانوية كمعدل تحدث أبطأ، وتمكن أقل، مقارنة بالناطقين بها، وقد ينبع هذا الاختلاف عن اختلاط اللغتين الأم والثانوية. 
ولم يقتصر البحث في علم الصوتيات للغات الثانوية على الوحدات الصوتية، إنما ضم اللحن (أي النبر والإيقاع والتنغيم) أيضًا، وقد خضعت الوحدات الصوتية واللحن للغات الثانوية للدراسة من ناحية الخصائص الشاملة والاختلاط بين اللغتين الأم والثانوية.

## من اللغة الأم للغة الثانوية

### الخصائص العالمية للغة الثانية

#### معدل التحدث
معدل التحدث بلغة ثانية (ل2) عادة ما يكون أبطأ من معدل التحدث باللغة الأم.على سبيل المثال، فإن معدل التحدث باللغة الإنجليزية للناطقين بلغة الماندرين الصينية أبطأ من معدل التحدث الناطقين باللغة الإنجليزية (ديروينو ومونرو، 1995)، ومعدلات التحدث باللغة الإنجليزية في جملة ما لذوي الخبرة العالية الناطقين باللغة الايطالية والكورية يكون أبطأ من معدل التحدث للناطقين باللغة الإنجليزية في نفس الجملة (جيون وآخرون،2000). في هذه الدراسة كان العامل الرئيسي لمعدل الكلام أبطأ في اللغة الإنجليزية والكورية والإيطالية هو فترات حروف العلة والحروف الساكنة الصوتية (جيون وآخرون، 2000). المصدر الآخر لمعدل التحدث البطئ في اللغة الثانية هو أن المتحدثون باللغة الثانية يميلون إلى الاستخدام الكثير من كلمات أو أحرف الربط أو الوصل (مثل «ال» أو «و») على العكس من الناطقين الأصليين للغة (جيون وأوياما، 2000). عموما، يرتبط معدل التحدث الأبطأ في خطاب المتكلمين باللغة الثانية مع درجة إستيعاب المتحدثين باللغة الأم للكنة الأجنبية اللهجة الأجنبية (ديرونغ ومونرو،1997). 

### إيحائات صوتية في تعامل متعلمو اللغة الثانية مع المتحدثين الأصليين

#### التعرف على طبقة الصوت ومخارجها
عند محاولة التعرف على المقطع اللفظي في اللغة الإنجليزية، فأن متحدثو الإنجليزية غير الأصليين من اليابانيين، يميلون للاعتماد على التردد “F0” أو على طبقة الصوت` الخاصة بهذا المقطع. ومن الجانب الآخر المتحدثون الاصلييون للإنجليزية يستخدمون تردد “F0”، المدة وسعة الطبقة الصوتية. هذه النتيجة اُثبتت في إنتاج الكلام، وذلك عن طريق اظهار مخارج التردد “F0” في محتوى الكلمات الإنجليزية عند المتحدثون غير الأصليين أكثر من المخارج عند المتحدثون الأصليين.
في كلا الدراستين، سبب هذه الظاهرة اُقترح أن يكون له علاقة بخصائص المتحدثون للانجليزية غير الأًصليين وتعتبر لغتهم الأم هي اليابانية. اللغة اليابانية هي من ضمن فئة اللغات التي تسمى بال “Mora-timed”، وهذا المصطلح يعني ان الحركات تأخذ ضعف الوقت الذي تأخذه الحركة الواحدة. وبسبب كونها من هذه الفئة، المقطع الأطول مدة ينتج اختلاف صوتي في اليابانية، لذلك عند التعبير عن الضغط على مقاطع في الكلمة، فمتحدثو اللغة اليابانية من الممكن ان يعتمدو على “F0” أكثر من المدة. وهذا يعتبر إشارة مهمة لمييز صوتي مخلف.
خاصية “L1” اللغة الأم يمكن أن تدخل في طريقة متحدثون اللغة اليابانية في التعرف على طبقة الصوت وإخراجها في اللغة الإنجليزية، التي تعتبر من فئة “stress-timed languages” أي اللغة التي تضم نطق الحركات بمدة معينة، ويمكن أن تكون اللغة حرة من قيود في المدة مثل هذه.

### مواضع النبر على الكلمات
تأثير اللغة الأم على اللغة الثانية يمكن ملاحظته في نبر الكلمات. المتعلمون الهنغاريون للغة الإنجليزية يميلون إلى نبر بدايات الكلمات التي لا يوجد فيها نبر في بداياتها في اللغة الإنجليزية، لأن بدايات الكلمات في اللغة الهنغارية تخضع دائما للنبر، وينتقل هذا اللحن إلى اللغة الثانوية ألا وهي اللغة الإنجليزية. على النقيض، يميل المتعلمون الأسبان إلى عدم نبر الكلمات التي بها نبر في اللغة الإنجليزية ويرجع ذلك إلى قلة النبر في الألفاظ القريبة وتشابه المفردات بين اللغة الإسبانية واللغة الإنجليزية. كما يلاحظ أن المتحدثين باللغات النغمية مثل الصينية واللغات التنغيمية مثل اليابانية التي يستعملان النغمة للتفريق بين معاني الكلمات، لا يطبقون النبر على كلمات اللغة الإنجليزية ولكن يحفظون مواضع النبر معجميا.

### فهم النبرة ومخارج النبرة في متحدثي اللغة الثانية
يختلف استيعاب اللغة الثانية من مجموعة من الناس إلى الأخرى، حيث أثبت بحثٌ في 2007 أن مستمعي اللغة الصينية المندرينية التي هي لغتهم الأم، كان استيعابهم لنغمات ماندرينية اصطناعية يختلف عن استيعاب مستمعو اللغة الصينية لنفس النغمات. حيث أبدا متحدثو الإنجليزية في التجربة اعتماداً كبير على نغمة F0 فقط لكن أظهر الصينيين اعتمادًا أكبر على F0 slope . تم لاحقاً إثبات أن متحدثو اللغة الثانية يمكنهم تعلم فهم نبرات اللغة الثانية. أي أنه من الممكن لمتعلمي الصينية تعلم تمييز نغمة F0 Slope .
أثبتت دراسةٌ أخرى أنه من الممكن لمتعلمين أي لغة تعلم لحن اللغة الثانية، قامت الدراسة برصد تحسنٍ كبير في كلٌ من استيعاب اللحن وإنتاجه بعد التدريب.